# Ivan Gontjarov
Ivan Aleksandrovitj Gontjarov (russisk: Ива́н Алекса́ндрович Гончаро́в, tr. Ivan Aleksandrovitj Gontjarov; født 18. juni 1812 i Simbirsk (nu Uljanovsk), Det Russiske Kejserrige, død 27. september 1891 i Sankt Petersborg, Det Russiske Kejserrige) var en russisk romanforfatter fra russisk litteraturs store tid i årtierne efter Pusjkin.
Gontjarov er blandt andet kendt for romanen Oblomov (1859). Bogens hovedperson, den godmodige, men ugidelige adelsmand Oblomov, præsenteres som en af de russiske personlighedstyper, der var typiske for tidens russiske samfund. Bogen er stadig læseværdig for sit lune og for forfatterens gode evner til at skildre sine personer og deres omgivelser.